# Kokoona sabahana
Kokoona sabahana är en benvedsväxtart som beskrevs av K.M. Kochummen. Kokoona sabahana ingår i släktet Kokoona och familjen Celastraceae. Inga underarter finns listade.